# Marcello Geppetti

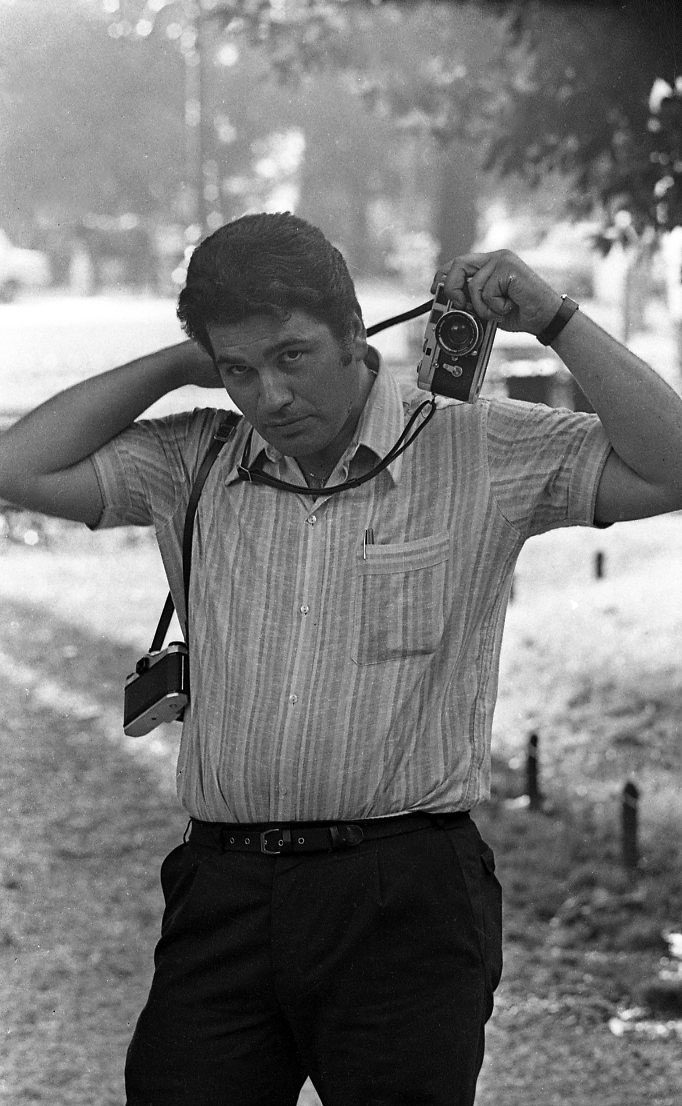
Marcello Geppetti

Marcello Geppetti (Rieti, 1933 - 1998) was een Italiaans fotograaf. Slechts een deel van zijn foto-archief van meer dan een miljoen foto's is bekend, net zoals zijn cultureel en artistiek potentieel. In 2010 begonnen zijn erfgenamen met een herschikking van zijn archief. Twee van zijn foto’s behoren tot de dertig meest bekende foto's ooit: de kussende (Elizabeth Taylor en Richard Burton enerzijnds en Anita Ekberg die pijlen naar fotografen schiet anderzijds. In die lijst prijkt zijn naam naast Andy Warhol en Cecil Beaton. The New York Times en Newsweek vergeleken hem met Henri Cartier-Bresson en Weegee. David Shonauer, de hoofdredacteur van American Photo Magazine omschreef Gepetti op een tentoonstelling in het New Yorks Robbert Miller Gallery als een van de meest onderschatte fotografen.

## Biografie

### Het Ambassador-hotel in Rome
Marcello Geppetti begon te werken bij het Giuliani en Rocca's agentschap. Daarna werkte hij bij Meldolesi-Canestrelli-Bozzer, een van de belangrijkste agentschappen van de jaren vijftig en zestig. Toen nam hij de schrijnende foto van vrouwen die zichzelf in de leegte gooiden tijdens de brand in het Ambassador-hotel in de Via Vento, in Rome. De foto's waren zo sterk en intens dat ze de wereld rond gingen. Geppetti was een van de fotografen die Federico Fellini inspireerde om de nieuwsreporter Paparazzo van de film La dolce vita uit 1960 te creëren.

### Brigitte Bardot
Toen hij geen zin meer had om als werknemer te werken, begon hij te freelancen. Hij werkte vaak voor de toonaangevende krant 'Momento Sera.' Tijdens de 'Dolce Vita' jaren nam hij enkele significante foto's, waaronder de eerste naaktfoto van Brigitte Bardot en de overspelige kus van Liz Taylor en Richard Burton. Als Geppetti in 1962 experimenteert met een nieuw stuk technologie, de zoomlens, schrikt hij de wereld op met een foto van een kussende Elizabeth Taylor en Richard Burton. Twee gehuwde mensen met kinderen, nietsvermoedend aan kussend in het katholiekste land van de wereld… het beeld gaat de wereld rond. Daarnaast fotografeerde hij de studentenprotesten en het Italiaanse terrorisme 'anni di piombo'. Geppetti bleef foto's nemen van het dagelijkse leven en de maatschappij.

## Werk
Zijn foto’s zijn gepubliceerd in het Time Magazine, Life en Vogue en tentoongesteld in galerijen in onder meer Rome, Milaan, Londen, Lissabon, São Paulo, Sint-Petersburg, New York, San Francisco en Saint-Tropez. Sommige foto's zijn geveild door Sotheby's.
Voor de vijftigste verjaardag van de film La dolce vita in 2010 werden de 120 meest fascinerende foto's uit zijn oeuvre tentoongesteld in het Nationaal Filmmuseum (Museo nazionale del Cinema) in Turijn.
Geppetti nam zijn laatste foto op 27 februari 1998. Hij nam meer dan een miljoen foto's.